# 張憙延
張憙延（英語：Marcus Chang Hei Yin，2000年4月6日—），香港足球運動員，現時由香港超級聯賽球會理文外借至東區。張憙延有不俗的盤扭能力，可司職中前場多個位置，包括翼鋒和進攻中場。

## 早年經歷
張憙延生於香港，居於南區。他3歲開始接觸足球，父親每周會帶他到跑馬地遊樂場踢球，後來他獲選入南區U13梯隊。2015年，轉到太陽國際，代表香港飛馬參加U16青年聯賽。2016年，轉到凱景U18梯隊。2017年，轉到香港飛馬U18梯隊，獲得當屆U18青年聯賽冠軍。
張憙延小學就讀於軒尼斯道官立小學。中學初期就讀於鄧肇堅維多利亞官立中學和香港仔工業學校。2015年轉到新會商會陳白沙紀念中學，多年來為陳白沙征戰學界比賽。

## 球會生涯
2018/19年球季，18歲的張憙延獲香港飛馬提升至一隊，在職業生涯第一場對凱景的菁英盃小組賽立即交出助攻。他在該項盃賽全勤上陣，協助球會晉級準決賽。
2019/20年球季，對東方的菁英盃小組賽，他在完場前射入職業生涯首個入球，協助球隊反勝。
2020/21年球季，張憙延加盟理文，繼續主力踢菁英盃比賽，首場對舊東家飛馬的比賽取得一入球一助攻。他於季尾首嘗於亞洲賽場作賽，在作客蒙古220體育會的亞協盃小組賽中正選上陣。
2021/22年球季，張憙延首次於港超聯正選上陣，迎戰香港U23及港會合共射入3球，並獲選港超聯12月最有價值球員。但本地賽季不幸地因第五波新冠疫情而遭到腰斬。當季他在作客台灣南市台鋼的亞協盃小組賽中取得首個洲際賽事入球。
2025年5月12日，理文當晚於社交平台發聲明，證實張憙延涉「場外行為不當事宜」，將作出紀律處分，禁止張憙延代表理文參與本季餘下所有賽事，並按內部程序繼續跟進後續事宜。
2025/26年球季，張憙延以外借身份加盟東區。

## 國際賽生涯
2021年，張憙延入選香港U23，到日本出戰U23亞洲盃外圍賽。2022年5月，香港足總發布對張憙延追加處分，原因是二人與一年前U23亞洲盃外圍賽期間，違反防疫守則以及在酒店內飲酒等事件有關，張被足總禁止代表隊資格一年。
2023年6月，張憙延首次獲得香港隊徵召，並在主場對泰國的友誼賽中後備上陣，迎來大港腳「地標戰」。
2023年9月，張憙延入選亞運隊，出戰杭州亞運足球比賽。他是球隊的主力球員，協助港隊首次晉身賽事四強。
2023年12月，張憙延獲選入香港隊亞洲盃的決選名單，在第二場分組賽對伊朗後備上陣。

## 生涯統計

### 球會
最後更新：2023年10月7日
| 效力球會 | 球季     | 聯賽     | 聯賽 | 聯賽 | 國家盃賽 | 國家盃賽 | 聯賽盃賽 | 聯賽盃賽 | 亞洲賽事 | 亞洲賽事 | 其他 | 其他 | 總計 | 總計 |
| 效力球會 | 球季     | 聯賽     | 上陣 | 入球 | 上陣     | 入球     | 上陣     | 入球     | 上陣     | 入球     | 上陣 | 入球 | 上陣 | 入球 |
| -------- | -------- | -------- | ---- | ---- | -------- | -------- | -------- | -------- | -------- | -------- | ---- | ---- | ---- | ---- |
| 香港飛馬 | 2018–19  | 港超     | 3    | 0    | 0        | 0        | 5        | 0        | 0        | 0        | 0    | 0    | 8    | 0    |
| 香港飛馬 | 2019–20  | 港超     | 2    | 0    | 0        | 0        | 8        | 1        | 0        | 0        | 0    | 0    | 10   | 1    |
| 總計     | 總計     | 總計     | 5    | 0    | 0        | 0        | 13       | 1        | 0        | 0        | 0    | 0    | 15   | 1    |
| 理文     | 2019–20  | 港超     | 3    | 0    | 0        | 0        | 0        | 0        | 0        | 0        | 0    | 0    | 0    | 0    |
| 理文     | 2020–21  | 港超     | 5    | 0    | 0        | 0        | 6        | 1        | 1        | 0        | 0    | 0    | 12   | 1    |
| 理文     | 2021–22  | 港超     | 2    | 3    | 1        | 0        | 7        | 0        | 3        | 1        | 0    | 0    | 13   | 4    |
| 理文     | 2022–23  | 港超     | 13   | 3    | 1        | 0        | 4        | 0        | 0        | 0        | 1    | 0    | 19   | 3    |
| 理文     | 2023–24  | 港超     | 2    | 0    | 0        | 0        | 0        | 0        | 2        | 0        | 0    | 0    | 4    | 0    |
| 總計     | 總計     | 總計     | 25   | 6    | 2        | 0        | 17       | 1        | 6        | 1        | 1    | 0    | 48   | 8    |
| 生涯總計 | 生涯總計 | 生涯總計 | 30   | 6    | 2        | 0        | 30       | 2        | 6        | 1        | 1    | 0    | 63   | 9    |

1. 1 2 3 4 5 6  於賽馬會菁英盃上陣。
2. 1 2  於亞洲足協盃上陣。
3. ↑  於高級組銀牌上陣。
4. ↑  於亞洲冠軍球會盃外圍賽上陣。

### 國際賽
最後更新：2024年1月19日
| 代表隊 | 年份 | 上陣 | 入球 |
| ------ | ---- | ---- | ---- |
| 香港   | 2023 | 3    | 0    |
| 香港   | 2024 | 2    | 0    |
| 總計   | 總計 | 5    | 0    |

## 榮譽
理文
- 香港超級聯賽冠軍（2023–24季度）

## 外部連結
- Soccerway資料庫：張憙延
- Marcus Chang （页面存档备份，存于） at HKFA
- 張憙延的Instagram帳戶
- 張憙延的Facebook專頁